# パチスロサクラ大戦3
パチスロサクラ大戦3（パチスロサクラたいせんスリー）は、2011年1月にサミーから発売されたパチスロ機（5号機）。保安通信協会（保通協）における型式名は「サクラ大戦3AX」。
ゲーム『サクラ大戦3 〜巴里は燃えているか〜』を元にしたタイアップ機。ボーナスとアシストリプレイタイム（ART）で出玉を増やすゲーム性である。

## 概要
2009年に発売された『パチスロ交響詩篇エウレカセブン』（以下、『エウレカ』）の後継機種として発表されたこともあり、有効ライン（下段無効の4ライン）、ボーナス構成（ビッグ2種類、レギュラー2種類）、マイスロ対応などの類似点も多数あるが、『エウレカ』から変化のあった点を中心に挙げる。
STOCK by STOCK
ARTに突入する毎（正確には突入するための前兆に入った際）に抽選を行い、当選するとARTのストックが9個増える（よく10個と言われるが、「1個が10個に増える」のが正しい）システム。略して「SBS」と書かれることが多い。
ART間の潜伏ゲーム数が29ゲームを超えると、このSBSに当選していたことが確定する。
革命チャンス
レギュラーボーナス中は『エウレカ』と同様に5択の押し順正解数によってARTストック抽選を行うが（押し順3回以上正解でART確定）、本機ではREG3G目以降に発生する可能性がある「革命チャンス」での押し順に正解すれば、それ以前に不正解であった分が全て正解に書き換えられる。REG5G目での発生は「大革命チャンス」となり、押し順に正解すれば5回全て正解扱いになる。また、REG中はBETボタンを押した時に大神カットインが発生すると、REG終了まで押し順ナビが全て発生する。
ART
『エウレカ』の「コーラリアンモード」に相当する「光武モード」に加え、ARTストックの残数1以上が確定する「デートタイム」がある。
天井
『エウレカ』と同様にボーナスまたはART間900ゲームでARTストックが確定するが、これに加えボーナス間900ゲーム以上でART抽選確率がアップする。
リール配列
スイカが各リールにバー図柄を狙うだけで揃えられるようになり、小役回収の難易度が低くなった。

## 不具合
2011年1月にパチンコ店に本機種が設置されると、パチンコ店から「最低設定でも収益が上がらない」（実際の機械割がメーカー発表値よりも高い）との苦情が多数挙がり、中には機械の電源を落として稼働を中止する店舗まで現れた　。最終的にはサミーも不具合を認め、希望するパチンコ店に対し代替機（『ろくでなしブルース』・『装甲騎兵ボトムズ』）への交換と、稼働停止1日当たり3000円の補償を行うことを発表した。

## パチスロサクラ大戦3 Loop ver.
2012年1月、不具合を改善した新バージョン機・「パチスロサクラ大戦3 Loop ver.」（型式名：サクラ大戦3RR）が発売された。
従来通りのART「光武モード」と、ループ率管理に変わったART「デートタイム」という2本立てのARTシステムに変更となった。

## 備考
1. ↑  当りが出過ぎてパチンコ店が赤字 パチスロ機「サクラ大戦3」撤去騒ぎ（J-CASTニュース、2011年1月25日）
2. ↑  「パチスロサクラ大戦3」について（サミー、2011年1月28日）
SAMMYサクラ大戦３の対応について決定（P-MEDIA、2011年1月28日）
3. ↑  「サクラ大戦3 -loop ver.-」の発売について（サミー、2011年12月8日）